# Salanoia durrelli
Salanoia durrelli és una espècie de carnívor de la família dels euplèrids. És endèmica de Madagascar i propera a la mangosta bruna de Madagascar (Salanoia concolor), amb la qual comparteix el gènere Salanoia. Les dues espècies són genèticament similars, però tenen una morfologia diferent, fet que ha conduït els científics a reconèixer-la com una espècie separada. Després d'una observació de l'any 2004, Salanoia durrelli fou descrita com a nova espècie el 2010 —la primera espècie de carnívor descrita en gairebé un quart de segle.

## Morfologia

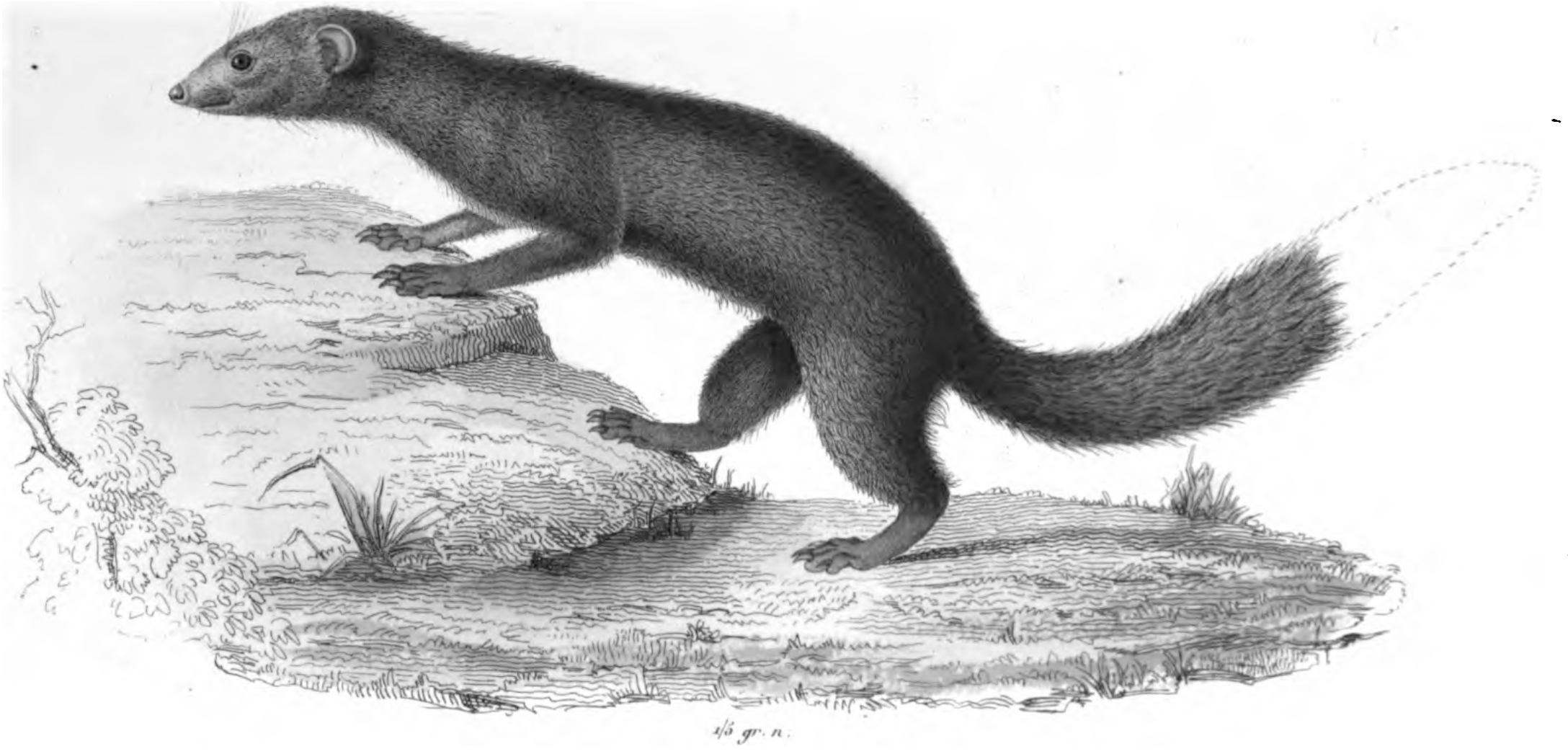
Mangosta bruna de Madagascar (Salanoia concolor), el seu parent més proper (la cua està inacabada)

Salanoia durrelli s'assembla molt a la mangosta bruna de Madagascar, la qual és una mangosta carnívora petita i gràcil.
Té un pelatge de color marró vermellós, format per pèls llargs i suaus, més pàl·lid que el de la seva congènere. El cap i el clatell tenen clapes. Les parts inferiors són de color beix, en lloc del to marró de la mangosta bruna de Madagascar. La cua és de color similar al del cos, excepte a la punta que és de color marró groguenc. La part interna de l'oïda extern (pavelló auricular) pelut, és de color beix. Els peus de les potes del davant són completament nus amb la pell de color beix a la cara superior. Les potes del darrere són nues per sota i estan cobertes de pèl de color marró fosc per sobre. Les quatre potes estan dotades de coixinets a les plantes, i tenen files de pèls rígids en els marges exteriors. Cadascun dels cinc dits de les potes estan dotats d'urpes llargues de color marró fosc. Per contra, la mangosta bruna de Madagascar té els peus estrets amb els coixins més pobrament desenvolupats.
L'holotip, una femella, tenia una longitud del cap i del cos de 31 centímetres, una cua de 21 centímetres, unes potes del darrere de 6,7 centímetres, unes orelles d'1,8 centímetres, i un pes de 675 grams. Un altre espècimen, un mascle capturat i alliberat, tenia una longitud del cap i del cos d'uns 33 centímetres, una cua de 17,5 centímetres, i un pes de 600 grams. Basant-se en les poques dades de les quals es disposa, aquesta espècie podria ser lleugerament més petita que la mangosta bruna de Madagascar.
El crani s'assembla, en general, al de la mangosta bruna de Madagascar, però el rostrum (part frontal) és ample i profund, l'os nasal és ample i curt, i la regió del paladar és ample. La mandíbula (inferior) és robusta i té una apòfisi coronoide (una projecció de la part posterior de l'os) considerablement alta. Estudis analítics de les mesures del crani i les dents distancien enormement aquesta espècie dels espècimens de la mangosta bruna de Madagascar.
Té una dentadura més robusta que la de la mangosta bruna de Madagascar, en la qual les dents tenen major àrea superficial. El primer i segon incisius superiors són més petits que el tercer, que està separat per un pronunciat diastema (separació), de les dents canines. Els canins són més robustos que els de la mangosta bruna de Madagascar. El primer premolar superior és petit, però el segon i tercer són més grans, però més curts i amples que els de la mangosta bruna de Madagascar. El quart premolar és gran, igual que el primer molar. El segon molar superior és dos terços de la mida del primer, i és molt més petit que el de la mangosta bruna de Madagascar.

## Taxonomia
El 2004 es va observar un individu de Salanoia durrelli durant un estudi dels lèmurs del bambu (Hapalemur), fet per la Durrell Wildlife Conservation Trust (DWCT), a la zona del llac Alaotra, els aiguamolls més grans de Madagascar. Un animal fou capturat, fotografiat, i després posat en llibertat, i l'examen de la fotografia mostrava que no podia ser identificat amb cap espècie coneguda de carnívor de Madagascar (família dels euplèrids).
El 2010, els individus capturats foren anomenats formalment com Salanoia durrelli en un document de l'ecologista Joanna Durbin i un grup de científics. El nom específic durrelli, es va posar en honor de Gerald Durrell, un destacat ecologista que va fundar la DWCT. Anteriorment, habitants locals havien informat de la presència d'un petit carnívor a Alaotra, el qual s'havia especulat que es tractava de la mangosta bruna de Madagascar.
Salanoia durrelli fou inclosa al gènere Salanoia, el qual anteriorment incloïa només a la mangosta bruna de Madagascar (S. concolor) de l'est de l'illa. Aquesta espècie nova mostra diferències morfològiques substancials amb l'altra espècie del gènere, encara que l'ADN mitocondrial de les dues espècies és molt similar Els descobridors van decidir reconèixer la població del llac Alaotra, com una espècie separada en vista de la seva adaptació biològica a la vida dels aiguamolls d'Alaotra. Per justificar-ho, van citar altres casos similars de diferents espècies de mamífers, separats per petites diferències genètiques, com és el cas de l'espècie local de lèmur del bambú, el lèmur gris del llac Alaotra, el qual també s'ha reconegut com una espècie diferent, tot i estar estretament relacionada des del punt de vista genètic, amb el més àmpliament distribuït lèmur gris.

## Distribució i hàbitat
Només viu a la zona del llac Alaotra. Salanoia durrelli ha estat vista a Andreba, una zona pantanosa a 750 m sobre el nivell del mar a la costa oriental del llac Alaotra. La presència més propera de la mangosta bruna de Madagascar es troba a uns 55 km. El primer exemplar fou observat nedant, possiblement fugint de l'activitat humana de la riba. Els altres dos espècimens foren capturats a estores de vegetació flotant. Per tant, Salanoia durrelli viu en hàbitats pantanosos, molt diferents dels boscos en els que viuen els seus congèneres.

## Comportament
Salanoia durrelli és similar en molts aspectes a les més grans mangostes aquàtiques (Atilax paludinosa) del continent africà, un carnívor que viu en els aiguamolls i que també utilitza les estores de la vegetació.

## Dieta
La dentadura més robusta que la de la principalment insectívora mangosta bruna de Madagascar, li permet alimentar-se de preses amb parts dures, com els crustacis i mol·luscs, a més de petits vertebrats. Aquests animals foren capturats mitjançant trampes amb peix i carn.

## Estat de conservació
L'únic lloc on viu, el llac Alaotra, està amenaçat per la pol·lució, la destrucció dels aiguamolls per construir camps de conreu d'arròs, la sobrepesca, i altres espècies introduïdes com peixos exòtics, plantes, la rata negra (Rattus rattus), i la civeta petita de l'Índia, un altre petit carnívor. Una ocell endèmic d'aquesta zona, el cabusset d'Alaotra (Tachybaptus rufolavatus), fou recentment declarat extint i la població de lèmurs del bambú ha caigut un 30% en cinc anys abans de l'any 2001. Com una espècie de distribució reduïda amb una població petita, és probable que estigui amenaçada per la degradació del seu hàbitat i possiblement per la competència amb la civeta petita de l'Índia i la rata negra, però el seu estat de conservació encara no s'ha avaluat formalment. El DWCT està treballant per conservar l'àrea del llac Alaotra i la regió ha estat designada com a àrea protegida.